# Фернан Буїссон
Фернан Буїссон (фр. Fernand Bouisson, 16 червня 1874, Константіна, Алжир — 28 грудня 1958, Антіб) — французький політик, і державний діяч, протягом тижня, з 1 червня 1935 року по 7 червня 1935 прем'єр-міністр, очолював кабінет міністрів Третьою французької республіки.

## Біографія
Фернан Буїссон народився в Африці, в Алжирі, в місті Константіна 16 червня 1874 року. В молодості був регбістом, виступав за команди «Олімпік» (Марсель) і «Стад Франсе» (Париж). Його ім'я свого часу носив марсельський стадіон «Стад де л'Ювеон».
Свою політичну кар'єру Буїссон почав в 1906 році на посаді мера міста Обань розташованого на схід від Марселя в департаменті Буш-дю-Рон.
З 1909 по 1940 рік обіймав у французькому парламенті посаду представника департаменту Буш-дю-Рон.
У 1918—1919 роках Фернан Буїссон, у другому кабінеті міністрів Жоржа Клемансо, займав посаду уповноваженого у справах військово-морського флоту і морської транспортної галузі.
З 11 січня 1927 року виконував обов'язки голови Палати депутатів (Національних зборів Франції). Він залишався ним аж 1 червня 1935 року, коли йому було доручено сформувати власний кабінет, де він взяв собі портфель міністра внутрішніх справ Третьої республіки. Однак, кабінет проіснував всього тиждень через непримиренність опозиції з приводу кандидатури Фернана Буїссона.
Крім цього з 1928 по 1934 рік Буїссон був президентом Міжпарламентського союзу.
31 травня 1936 року, після того, як Народний фронт здобув впевнену перемогу на виборах, Фернан Буїссон був змушений вийти у відставку. Після приходу до влади Анрі Філіппа Петена, Фернан Буїссон самоусунувся від політичного життя країни.
Фернан Буїссон помер 28 грудня 1958 року в місті Антіб.